# Дуейн Джонсън
Скалата пренасочва насам.  За филма от 1996 г. вижте Скалата (филм).
Дуейн Дъглас Джонсън (на английски: Dwayne Douglas Johnson) е американски актьор и трето поколение кечист, известен със своето сценично име Скалата (The Rock).
Дуейн Джонсън става популярен, докато е кечист на Световната федерация по кеч в периода 1996 – 2004 г., където бързо прави кариера. 2 години след започването си Джонсън става шампион на WWE и един от най-известните кечисти. След 2001 година той съсредоточава своите усилия в актьорството, въпреки че продължава да прави откъслечни появявания в кеча с рекламна цел. През октомври 2009 Скалата обяви завръщането си, а на 14 февруари 2011 година се завръща в WWE.
Първата му главна роля в киното е във филма Царят на скорпионите. Други известни филми, в които взема участие, са: Добре дошли в джунглата, Игра по план, Дуум и др.

## Биография
Дуейн Джонсън е роден на 2 май 1972 г. в Хейуърд. Израства в Бетълхем, Пенсилвания. Дядо му по майчина линия Питър Майвия (Peter Maivia) е бил кечист. От 1982 до 1988, след смъртта на дядо му, баба му по майчина линия става ръководител на кеч компания. Баща му Роки Джонсън (Rocky Johnson) е бивш шампион по двойки в WWF. В началото на кеч кариерата си Дуейн Дъглас Джонсън се бори, като Роки Майвия (Rocky Maivia), комбинирайки имената на баща си и дядо си.

### Личен живот
Джонсън се жени за Дани Джонсън на 3 май 1997 г., ден след 25-ия си рожден ден. На 14 август 2001 г. се ражда дъщеря им Симон Александра. На 1 юни 2007 г. двойката обявява, че се разделят по взаимно съгласие и ще останат добри приятели. Джонсън е добър приятел на актьора и бивш губернатор на Калифорния Арнолд Шварценегер.
През май 2017 година Дуейн Джонсън обявява, че е вероятно да влезе в политиката като се кандидатира за президент на САЩ на изборите през 2020 г. Впоследствие през април 2018 година обявява, че е невъзможно да се кандидатира за президент през 2020 г., заради натоварения му график като актьор и продуцент. Джонсън смята, че най-рано през 2024 година ще се кандидатира за президентския пост в САЩ.

## Кариера като кечист

### Трениране (1995 – 1996)
Заедно с баща си и дядо си, други членове на фамилията Джонсън са бивши кечисти, включително чичовците му Дивите самоанци (Афа и Сика Аноа'и) и братовчедите му, Ману, Йокозуна, Рикиши, Рози и Умага. След като Дуейн се съгласява да влезе в „семейния бизнес“, баща му се съпротивлява, но се съгласява да го тренира, като му казва, че ще се отнася с него, като с всеки друг, който иска да стане кечист. С помощта на ветерана в кеча Пат Патерсън, Джонсън получава няколко тренировъчни мача във федерацията през 1996. Побеждава The Brooklyn Brawler, използвайки истинското си име – Дуейн Джонсън, и губи останалите мачове срещу Chris Candido и Owen Hart. След като впечатлява с таланта и харизмата си Джонсън подписва договор след като участва във федерацията на Джери Лоулър United States Wrestling Association, където участва с прякора си „Flex Kavana“. Докато е там той печели отборната титла на USWA с партньора си Барт Соуйер през лятото на 1996 г.

### Начало в WWF/E (1996 – 1997)
Джонсън прави дебюта си под името Роки Майвия, което комбинира имената на баща му и дядо му. Джонсън не одобрявал това, но е бил подтикнат от Винс Макмеън и Джим Рос. Федерацията избира името Роки Майвия пред The Blue Chipper, правейки го първия кечист от три поколения.

Джонсън започва кариерата си като фейс (идол на фена), което го затруднява заради малкия опит който притежава. Той дебютира на Survivor Series през ноември 1996, като оцелява само той в мача си. Печели Интерконтиненталната титла на федерацията от Хънтър Харст Хелмсли в Първична сила на 13 февруари 1997 след само 3 месеца в компанията. Феновете започнали да им доскучава от еднотипния добър човек, благодарение от части на нарастващата популярност на Ледения Стив Остин. В резултат от това, много често в мачовете на Джонсън се чували виковете от феновете като „Умри Роки умри!“ и "Роки не струва

### Развитие в кариерата (1997 – 2003)
След като губи интерконтиненталната си титла от Оуен Харт на 28 април 1997, и се завръща след контузия, Скалата се превръща в хийл (лош). Той се присъединява в Нацията на доминацията заедно с Фарук (по-късно член на APA), D'Lo Brown и Kama. През това време Джонсън отказва да бъде назоваван с тогавашното си име, определяйки се като Скалата и говорейки за себе си в трето лице.
Скалата продължава да постига много в WWF/WWE. Бие се е с много добри кечисти като Ледения Стив Остин, Гробаря, Кърт Енгъл, Кейн, Трите Хикса. Един от най-добрите и последни мачове на Скалата е на Кечмания 19 през 2003 година, където се бие с Ледения Стив Остин и го побеждава. През 2003 – 06 Скалата напуска световната федерация по кеч, за да наблегне за своята кариера като актьор.

### Отново в кеча (2011 – 2014)
Скалата се завръща през 2011 година в WWE. Започва вражда с Джон Сина. На Кечмания 27, когато се бият Джон Сина срещу Миз за световната титла на федерацията, Скалата се намесва и прави „Натиска на Скалата“ на Джон Сина. Миз тушира Джон Сина, благодарение на Скалата. Ако Скалата се биеше със Сина на Кечмания 27 щеше да има много голяма вероятност Скалата да го победи, но вместо това Миз печели вместо него. След това Скалата влиза в ринга и пребива Миз, като завършващият удар е „Лакътя на народа“. Сина и Скалата излизат в Първични сили и говорят, че ще имат главен мач на Кечмания 28. На Сървайвър сериите 2011 Скалата е партньор с Джон Сина срещу Миз и Ар-Труф. Скалата тушира Миз с „Лакътя на народа“. После прави на Джон Сина „Натиска на Скалата“.
На Кечмания 28 и двамата се бият страхотно, бият се до край, но победителят е само един. Има много обрати, Скалата се повдига на две „Коригирания на отношенията“ а Сина на „Натиска на Скалата“ и „Лакътя на народа“. Накрая Сина почти прекопира Скалата и му прави „Лакътя на народа“, но Скалата става навреме и му прави „Натиска на Скалата“, а след това го тушира. Победителят на Кечмания 28 е Скалата.
Няколко месеца по-късно Скалата се появява в Първична сила 1000. Той говори на ринга с Даниел Браян и Си Ем Пънк. Скалата казва на Пънк, че ще се бие с него на Кралски Грохот 2013 за световната титла на Федерацията. После обижда Браян и му прави „Натиска на Скалата“. Пънк стои далеч от Скалата, за да не го последва същото. По-късно в Първична сила 1000, последният главен мач е между Джон Сина и Си Ем Пънк за световната титла на Федерацията. Сина за малко да предаде Пънк, благодарение на „STF“ (Естифио), но Грамадата се намесва и започва да пребива Сина. В това време Скалата излиза и се намесва, започва да пребива яко Грамадата, но Пънк се възползва от това и му прави „Тръшване за лека нощ“.

### Титли и постижения
- Pro Wrestling Illustrated
  - Мач на годината (1999) срещу Менкайнд в отказан мач на Кралски грохот
  - Мач на годината (2002) срещу Холивуд Хоган на Кеч мания X8
  - Най-популярният Кечист на годината (1999, 2000)
  - Кечист на годината (2000)
  - PWI го класира като No. 2 от топ 500 единични кечисти в PWI 500 през 2000
  - PWI го класира като No. 76 от топ 500 единични кечисти в PWI 500 през 2003
- United States Wrestling Association
  - Световен Оборен шампион на USWA (2 пъти) – с Барт Сойер
- WWE
  - Световен шампион на WCW (2 пъти)
  - Шампион на WWE (8 пъти)
  - Интерконтинентален шампион на WWE (2 пъти)
  - Световен отборен шампион на WWE (5 пъти) – с Менкайнд (3), Гробаря (1), и Крис Джерико (1)
  - Смъртоносни игри на WWE на Турнирите за Титлата на WWE (1998)
  - Кралски грохот (2000)
  - Шестият шампион Тройна Корона

#### Слами награди (9 пъти)
- Най-добър Актьор (2014)
- Промени Играта на годината (2011) – с Джон Сина
- Познай Кой е Обратно или: Завръщане на годината (2011)
- Мач на година (2013) – срещу Джон Сина за Титлата на WWE на Кеч мания 29
- Новата Сензация (1997)
- Кажи ми че не просто да кажа че Обида на годината (2014) – Оскърбление Русев и Лана
- Това е страхотно Момент на годината (2015 – споделено с Ронда Роузи)

### Главни хватки
- Лакътят на народа (The Peoples Elbow)
- Натискът на Скалата (The Rock Bottom)
- Ударът на народа (The Peoples Punch)
- Де Де Те (DDT)
- Вратотрошач (Neckbreaker)
- Захапка на акулата (Sharpshooter)
- Саблен удар (Clothesline)
- Вертикален суплекс (Vertical suplex)
- Заден суплекс (Back suplex)
- Гръбнакотрошач (Spinebuster)

## Актьорска кариера
Джонсън е известен с множество роли във филми, измежду които са Матейъс в „Мумията се завръща“ и „Кралят на скорпионите“, Крис Вон в „Гордо изправен“, Люк Хобс в поредицата „Бързи и яростни“, Боб в „Агент и 1/2“, Смолдър Брейвстоун в „Джуманджи“ Франк Улф в „Круиз в джунглата“, Черния Адам в едноименния филм, както и с озвучаването на Мауи в „Смелата Ваяна“ и Крипто в „DC Лигата на супер-любимците“.

## Избрана филмография
| Година | Филм                               | Оригинално заглавие                       | Роля                            | Режисьор                                           | Бележки                     |
| ------ | ---------------------------------- | ----------------------------------------- | ------------------------------- | -------------------------------------------------- | --------------------------- |
| 2001   | Мумията се завръща                 | The Mummy Returns                         | Майтеъс / Кралят на скорпионите | Стивън Сомърс                                      |                             |
| 2002   | Кралят на скорпионите              | The Scorpion King                         | Майтеъс / Кралят на скорпионите | Чък Ръсел                                          |                             |
| 2003   | Добре дошли в джунглата            | The Rundown                               | Бек                             | Питър Бърг                                         |                             |
| 2004   | Гордо изправен                     | Walking Tall                              | Крис Вон                        | Кевин Брей                                         |                             |
| 2005   | Игра по ноти                       | Be Cool                                   | Елиът                           | Ф. Гари Грей                                       |                             |
| 2005   | Дуум                               | Doom                                      | Ашър Махонин                    | Анджей Бартковяк                                   |                             |
| 2006   | Южняшки истории                    | Southland Tales                           | Боксър Сантарос                 | Ричард Кели                                        |                             |
| 2006   | Гангстери на терена                | Gridiron Gang                             | Шон Портър                      | Фил Джоану                                         |                             |
| 2007   | Игра по план                       | The Game Plan                             | Джо Кингман                     | Анди Фикман                                        |                             |
| 2007   | Рино 911: Маями                    | Reno 911!: Miami                          |                                 | Робърт Бен Гарант                                  |                             |
| 2008   | Умирай умно                        | Get Smart                                 | Агент 23                        | Питър Сегал                                        |                             |
| 2009   | Планината на вещиците              | Race to Witch Mountain                    | Джак Бруно                      | Анди Фикман                                        |                             |
| 2009   | Планета 51                         | Planet 51                                 | Чък Бейкър (глас)               | Хорхе Бланко                                       | компютърна анимация         |
| 2010   | Ченгета в резерв                   | The Other Guys                            | Кристофър Дансън                | Адам Маккей                                        |                             |
| 2010   | Безпощадно                         | Faster                                    | Джеймс Кълън                    | Джордж Тилмън младши                               |                             |
| 2010   | Феята на зъбките                   | Tooth Fairy                               | Дерек Томпсън                   | Майкъл Лембек                                      |                             |
| 2011   | Бързи и яростни 5: Удар в Рио      | Fast Five                                 | Люк Хобс                        | Джъстин Лин                                        |                             |
| 2012   | Пътуване до тайнствения остров     | Journey 2: The Mysterious Island          | Ханк Парсънс                    | Бред Пейтон                                        |                             |
| 2013   | Доносник                           | Snitch                                    | Джон Матюс                      | Рик Роман Уо                                       |                             |
| 2013   | G.I. Joe: Ответен удар             | G.I. Joe: Retaliation                     | Марвин Хинтън                   | Джон Чу                                            |                             |
| 2013   | Емпайър Стейт                      | Empire State                              | Джеймс Рансъм                   | Дито Монтиел                                       |                             |
| 2013   | Кръв и пот                         | Pain & Gain                               | Пол Дойл                        | Майкъл Бей                                         |                             |
| 2013   | Бързи и яростни 6                  | Fast & Furious 6                          | Люк Хобс                        | Джъстин Лин                                        |                             |
| 2014   | Херкулес                           | Hercules                                  | Херкулес                        | Брет Ратнър                                        |                             |
| 2015   | Бързи и яростни 7                  | Furious 7                                 | Люк Хобс                        | Джеймс Уан                                         |                             |
| 2015   | Сан Андреас                        | San Andreas                               | Рей Гейнс                       | Бред Пейтон                                        |                             |
| 2016   | Агент и 1/2                        | Central Intelligence                      | Боб Стоун                       | Роусън Маршал Търбър                               |                             |
| 2016   | Смелата Ваяна                      | Moana                                     | Мауи (глас)                     | Рон Клемънтс, Джон Мъскър                          | анимационен филм            |
| 2017   | Бързи и яростни 8                  | Fast 8                                    | Люк Хобс                        | Ф. Гари Грей                                       | изпълнителен продуцент      |
| 2017   | Спасители на плажа                 | Baywatch                                  | Мич Бюкенън                     | Сет Гордън                                         | изпълнителен продуцент      |
| 2017   | Джуманджи: Добре дошли в джунглата | Jumanji: Welcome to the Jungle            | Д-р Смолдър Брейвстоун          | Джейк Касдан                                       | изпълнителен продуцент      |
| 2018   | Rampage: Унищожителите             | Rampage                                   | Дейвис Окойе                    | Бред Пейтон                                        |                             |
| 2018   | Небостъргачът                      | Skyscraper                                | Уил Сойър                       | Раусън Маршал Търбър                               |                             |
| 2019   | Бързи и яростни: Хобс и Шоу        | Fast and Furious Presents: Hobbs and Shaw | Люк Хобс                        | Дейвид Лийч                                        | продуцент                   |
| 2019   | Джуманджи: Следващото ниво         | Jumanji: The Next Level                   | Д-р Смолдър Брейвстоун          | Джейк Касдан                                       | продуцент                   |
| 2019   | Семейни кютеци                     | Fighting with my family                   | Дуейн Джонсън                   | Стивън Мърчант                                     |                             |
| 2019   | Шазам                              | Shazam!                                   | снимка на Тет-Адам              | Дейвид Ф. Санбърг                                  | изпълнителен продуцент      |
| 2021   | Круиз в джунглата                  | Jungle Cruise                             | Франк Улф                       | Жауме Колет-Сера                                   | продуцент                   |
| 2021   | Свободен играч                     | Free Guy                                  |                                 | Шон Леви                                           |                             |
| 2021   | Червена бюлетина                   | Red Notice                                | агент Джон Хартли               | Шон Леви                                           | продуцент                   |
| 2022   | DC Лигата на супер-любимците       | DC League of Super-Pets                   | Крипто (глас)                   | Джаред Стърн                                       | анимационен филм            |
| 2022   | Черния Адам                        | Black Adam                                | Тет-Адам / Черният Адам         | Жауме Колет-Сера                                   | продуцент                   |
| 2023   | Бързи и яростни 10                 | Fast X                                    | Люк Хобс                        | Луи Льотерие                                       |                             |
| 2024   | Код: Червено                       | Red One                                   | Калъм Дрифт                     | Джейк Касдан                                       | продуцент                   |
| 2024   | Смелата Ваяна 2                    | Moana 2                                   | Мауи (глас)                     | Дейв Джерик-младши, Джейсън Хенд, Дейна Леду Милър | анимационен филм; продуцент |
| 2025   | Разбиващата машина                 | The Smashing Machine                      | Марк Кър                        | Бени Сафди                                         |                             |